# 마블 미드나잇 선즈
마블 미드나잇 선즈(Marvel's Midnight Suns)는 2022년에 파이락시스 게임스에서 개발하고 2K에서 배급한 전략 롤플레잉 게임이다. 이 게임은 마블 코믹스의 미드나잇 선즈, 어벤저스, 엑스맨, 런어웨이즈 등 다양한 속성의 만화 캐릭터가 등장한다. 플레이어는 40가지 이상의 능력 중에서 선택하여 자신만의 슈퍼히어로 "더 헌터"를 만들 수 있다.
미드나잇 선즈는 2022년 12월 2일에 플레이스테이션 5, Windows, 엑스박스 시리즈 X/S로 출시되었다. 플레이스테이션 4 및 엑스박스 원 버전은 2023년 5월 11일에 출시되었다. 닌텐도 스위치 버전도 계획되었으나 나중에 취소되었다. 이 게임은 비평가들로부터 대체적으로 긍정적인 평가를 받았지만, 상업적으로는 실패했다.

## 게임플레이
플레이어는 릴리스의 자녀인 "더 헌터"의 역할을 맡아 그녀를 물리치기 위한 다양한 임무에서 영웅들을 이끌게 된다. 플레이어는 30가지 이상의 능력 중에서 헌터와 그의 슈퍼파워를 커스터마이즈할 수 있다.
전투는 턴제이며 덱 빌딩이 혼합되어 있다. 헌터를 포함한 각 영웅은 자신만의 커스터마이즈 가능한 8장의 카드 덱을 가지고 있다. 각 임무 시작 시, 플레이어는 전투에 나설 세 명의 영웅을 선택하며, 그들의 덱은 매 라운드마다 뽑을 수 있는 하나의 덱으로 결합된다. 카드는 적이나 플레이어 자신의 영웅에게 영향을 미칠 수 있는 능력을 나타낸다. 영웅은 공격 외에도 이동하거나 오브젝트와 상호 작용할 수 있다.
전투 임무 사이에는 플레이어는 "애비"라고 불리는 업그레이드 가능한 작전 기지를 관리하며, 이곳을 3인칭 시점으로 돌아다니며 탐험하고 다른 영웅들과 상호 작용할 수 있다. 다른 캐릭터와의 상호 작용과 같은 롤플레잉 요소는 게임플레이와 해당 영웅들의 능력에 영향을 미친다. 애비는 영웅 덱에 새로운 카드를 얻고 업그레이드하는 주요 원천이기도 하다.

### 캐릭터
기본 게임에는 헌터를 포함하여 13명의 다른 플레이 가능한 캐릭터가 있으며, 4명의 추가 캐릭터는 다운로드 가능 콘텐츠로 출시되었다.
- 블레이드
- 캡틴 아메리카
- 캡틴 마블
- 데드풀DLC
- 닥터 스트레인지
- 고스트 라이더
- 브루스 배너 / 헐크
- 더 헌터
- 아이언맨
- 매직
- 모비우스DLC
- 니코 미노루
- 스칼렛 위치
- 스파이더맨
- 스톰DLC
- 베놈DLC
- 울버린

^DLC : 다운로드 가능 콘텐츠로 이용 가능
플레이어는 특정 임무에서 더 헌터의 애완견 헬하운드 찰리로도 플레이할 수 있다.
게임의 주요 악당에는 모든 악마의 어머니이자 헌터의 생모인 릴리스가 있으며, 그녀는 히드라 조직과 동맹을 맺고 있다. 히드라 조직원에는 닥터 파우스트, 크로스본즈, 신이 포함된다. 다른 악당으로는 악마 메피스토, 뮤턴트 세이버투스, 드라큘라, 크톤뿐만 아니라 타락한 버전의 베놈, 헐크, 스칼렛 위치, 헌터도 있다.
다른 캐릭터로는 릴리스의 여동생이자 미드나잇 선즈의 지도자인 관리인, 애비 주변을 떠도는 마녀 영혼인 애거사 하크니스, 첫 번째 고스트 라이더인 조니 블레이즈, S.H.I.E.L.D.의 지도자인 닉 퓨리, 토니 스타크의 아버지인 하워드 스타크, 그리고 치유 능력을 가진 뮤턴트로 스톰에게 모집되어 찰스 자비에르의 학교에 합류하는 오리지널 캐릭터 달리아가 있다. 닥터 둠은 쿠키 영상에 카메오 출연한다.

## 줄거리
히드라 과학자 닥터 파우스트는 릴리스를 부활시키기 위해 흑마술과 과학을 사용하여 그녀를 히드라의 세계 정복에 이용하려고 한다. 6개월 후, "미드나잇 선"이라는 별이 지구에 접근하여 마법을 불안정하게 만들고 릴리스의 주인인 크톤의 귀환을 알린다.
닥터 스트레인지와 토니 스타크는 다크홀드의 페이지인 파치먼트 오브 파워를 조니 블레이즈에게서 얻으려 하지만 그는 거부한다. 생텀 생토럼에서 마법이 수렴하고 있다는 것을 알게 된 두 사람은 캐럴 댄버스와 함께 돌아와 완다 막시모프를 도와 릴리스와 히드라 분대와 싸우며 스트레인지가 신비로운 보호막을 만들어 그들을 막을 수 있도록 한다. 어벤저스가 상대가 되지 않는다는 것을 깨달은 스트레인지는 막시모프에게 보호막 유지를 맡기고 스타크와 댄버스를 애비로 데려가 미드나잇 선즈인 니코 미노루, 매직, 블레이드, 로비 레예스와 릴리스의 이모인 관리인을 영입하여 릴리스의 자녀이자 살해자인 헌터를 부활시킨다. 부활 의식 중에 헌터의 목걸이에서 어둠의 마법이 방출되어 미노루가 주문을 완료하게 된다. 스트레인지는 헌터의 기억을 되찾는 데 도움을 받기 위해 막시모프에게 연락하려 하지만 그녀가 곤경에 처했다는 것을 알게 된다. 그와 헌터, 블레이드는 생텀으로 이동하여 릴리스가 베놈을 매혹시켜 보호막을 파괴하고 막시모프를 납치하려 한다는 것을 알게 된다. 베놈은 스파이더맨이 개입할 때까지 헌터를 압도하고, 영웅들은 후퇴할 수 있게 된다.
미드나잇 선의 감마 에너지가 브루스 배너의 헐크 변신을 막고 있다는 것을 알게 된 영웅들은 스파이더맨을 영입한 후 파우스트를 생포하여 릴리스의 다음 목표를 알아낸다. 비록 히드라 요원 크로스본즈가 파우스트가 말하기 전에 그를 죽이지만, 그들은 파우스트의 일지를 발견하고 히드라가 생텀에서 유물을 훔치고 있다는 것을 알게 된다. 한편, 크로스본즈는 세이버투스를 고용하여 헌터를 죽이려 하지만, 그는 울버린에게 부상을 입고 나중에 릴리스에게 매혹되어 어벤저스 타워를 파괴하여 감마 가속기를 훔치고 배너를 매혹시킨다. 헌터와 스타크는 캡틴 아메리카를 영입하고, 헌터는 미노루와 매직과 함께 점술 주문을 사용하여 히드라 기지로 순간이동하여, 배너가 가속기를 사용하여 매혹된 막시모프에게 힘을 불어넣는다. 그녀를 설득할 수 없자 영웅들은 후퇴한다.
릴리스의 악마들로부터의 공격을 막는 동안 영웅들은 울버린을 영입하고 헌터를 위한 새로운 슈트를 만들어 히드라 기지의 신비로운 방어를 통과하고 가속기를 사용하여 파치먼트를 파괴하고 막시모프를 해방시킨다. 블레이즈는 레예스에게 연락하여 파치먼트를 넘겨주지만, 메피스토에게 헌터를 넘기려 하여 그들을 림보에 가두고 릴리스가 헌터에게 접근하는 것을 막는다. 그럼에도 불구하고 매직은 그들을 해방시켜 영웅들이 계획을 실행하고, 도중에 세이버투스를 림보로 추방한다. 블레이즈는 자신을 희생하여 가속기를 통해 파치먼트를 파괴하고 막시모프를 해방시키지만, 배너는 장치를 사용하여 더 똑똑하고 악마 같은 헐크로 변신한다.
영웅들은 히드라와 릴리스를 그녀의 무덤까지 추적하고, 레예스는 그녀와 헐크를 다크홀드를 복구하기 전에 동굴에 봉인하려 하지만, 그녀는 전 세계에 악마들을 풀어놓는다. 크로스본즈와 그의 부대를 물리친 후 영웅들은 크톤의 힘이 깃든 단검을 훔치고 막시모프와 헌터는 배너를 제압하고 해방시킨다. 영웅들은 릴리스와 대면하고, 그녀는 자신의 자녀에 대한 크톤의 계획을 알게 된 후 크톤을 파괴하려는 자신의 계획을 밝히고 헌터의 목걸이를 파괴하는데, 그것이 크톤이 그들을 소유하는 것을 막고 있었다는 것을 너무 늦게 알게 된다. 그럼에도 불구하고 헌터는 크톤을 쫓아내고 릴리스는 단검을 사용하여 다크홀드를 파괴하여 인간 형태로 돌아온다. 자신과 자신의 자녀가 강령술에 의해 타락했다는 것을 깨달은 릴리스는 영웅들을 애비로 돌려보내고, 자신과 헌터, 크톤의 영역은 다크홀드에 삼켜진다. 영웅들은 헌터의 죽음을 슬퍼하지만, 관리인은 그들이 여전히 살아있다고 믿는다.
다른 곳에서 닥터 둠은 일어난 일들을 목격하고 다크홀드를 자신에게 가져가며 다른 사용자들을 "아마추어"라고 간주한다.

### 선, 악, 언데드
신이 이끄는 히드라 대대가 훔친 미술 컬렉션을 조사하는 동안 헌터는 컬렉션에 있는 마법 조각상 마그나 코리고를 회수하기 위해 둠에게 고용된 데드풀을 만난다. 신이 히드라를 배신하고 마그나 코리고를 훔친 후 감염된 "뱀파이어" 무리를 풀어놓자 헌터는 영웅들의 항의에도 불구하고 둠으로부터 그를 보호하기 위해 애비에 데드풀에게 안식처를 제공한다. 마그나 코리고를 손에 넣은 용감해진 뱀파이어들은 공개적으로 무고한 사람들을 공격하고 맨해튼 전역에 둥지를 만든다. 데드풀의 도움으로 미드나잇 선즈는 결국 트란시아에 있는 신을 추적하고, 그녀는 마그나 코리고를 사용하여 뱀파이어에게 힘을 불어넣는 의식을 치르려 하지만 데드풀이 그것을 파괴한다. 신은 탈출하여 드라큘라에게 보고하고, 드라큘라는 마그나 코리고가 자신의 계획에 필수적이지 않았다고 그녀를 안심시킨다.

### 구원
스파이더맨과 헌터는 지하로 들어가 뱀파이어를 먹고 감염된 베놈을 찾아낸다. 드라큘라가 자신과 맺은 계약을 깨뜨린 것에 대한 복수를 꾀하는 메피스토는 영웅들이 드라큘라의 부대를 죽이는 대가로 베놈을 치료해 주겠다고 제안하고, 스파이더맨은 이에 동의한다. 치료된 베놈은 휴전을 요청하고 미드나잇 선즈에 합류한다. 메피스토는 헌터, 베놈, 스파이더맨이 뱀파이어의 주요 둥지와 드라큘라를 찾는 것을 돕는다. 셋은 함께 둥지를 파괴하고 드라큘라를 후퇴시킨다.

### 굶주림
뱀파이어들이 히드라 병사들을 변형시키고 뉴욕을 공격하자, 스파이더맨은 블레이드에게 자신과 서로 아는 사이인 마이클 모비우스를 모집하도록 돕게 한다. 영웅들은 모비우스와 함께 그의 연구실로 가지만, 뱀파이어들이 그의 연구 자료와 그와 뱀파이어의 광민감도를 약화시킬 수 있는 시제품 "선라이트 세럼"을 훔쳤다는 것을 알게 된다. 셋이 모비우스를 죽이고 남은 장비를 파괴하러 온 뱀파이어들을 격퇴한 후, 스파이더맨은 블레이드와 헌터의 망설임에도 불구하고 모비우스에게 애비에 안식처를 제공한다. 뱀파이어들이 선라이트 세럼을 대량 생산하려 한다는 것을 추론한 스파이더맨은 신이 이끄는 뱀파이어 무리의 공격을 받고 있는 히드라 시설을 찾아낸다. 그와 모비우스, 헌터는 그들을 막고 시제품 세럼을 회수하기 위해 출동하지만, 신이 이미 완료된 여러 배치분의 선라이트 세럼을 드라큘라에게 전달했다는 것을 너무 늦게 알게 된다. 그럼에도 불구하고, 드라큘라와 그의 강화된 병사들과 싸우는 동안 영웅들은 뱀파이어들이 대량 생산 중에 모비우스의 샘플을 희석시켜 효과를 약화시켰다는 것을 발견한다. 패배한 드라큘라는 하수도로 도망친다.

### 블러드 스톰
매직과 울버린은 그들의 동료 엑스맨인 스톰에게 사라진 뮤턴트 고아 달리아를 찾는 것을 도와달라는 요청을 받는다. 그들이 달리아가 마지막으로 머물렀던 고아원을 조사하는 동안 뱀파이어를 물리치는 것을 도운 후, 스톰은 미드나잇 선즈에 합류하여 그녀의 탐색을 계속하면서 그들의 임무를 돕는다. 결국 그들은 뉴욕의 하수도에서 달리아를 찾아내는데, 그녀는 사회에서 거부당하고 엑스맨에 합류하기를 거부한 괴물 같은 모습을 가진 뮤턴트인 모를록스와 함께 살고 있었다. 처음에는 엑스맨에 대해 분개했지만, 달리아는 나중에 스톰에게 마음을 열고 그녀의 도움 제안을 받아들인다. 얼마 후, 달리아는 완벽한 뱀파이어 종족을 만들기 위해 그녀의 치유 능력을 사용하려는 드라큘라에게 납치된다. 스톰, 헌터, 블레이드는 드라큘라와 신을 대면하고 물리쳐서 달리아를 구출한다. 그 후, 달리아는 스톰의 초대를 받아들여 찰스 자비에르의 학교에 피신한다.

### 드라큘라의 무덤
오랜 조사 끝에 블레이드, 데드풀, 베놈, 모비우스, 스톰은 드라큘라를 죽이고 뱀파이어 위협을 종식시키기 위해 드라큘라의 성으로 향한다. 드라큘라를 성공적으로 죽인 후, 팀은 무너지는 성에서 탈출하여 애비로 돌아와 축하한다. 한편, 부상을 입고 변형된 신은 새로운 주인을 찾겠다고 맹세한다.

## 개발
문명 및 엑스컴 시리즈의 턴제 전술 전략 게임으로 유명한 파이락시스 게임스 스튜디오가 마블 유니버스 기반의 엑스컴과 유사한 게임을 개발 중이라는 소문은 E3 2021에 앞서 2021년 6월 초에 나왔다. 블룸버그의 제이슨 슈라이어는 그러한 게임이 개발 중임을 확인했지만 언제 발표될지는 확실하지 않다고 말했다.
미드나잇 선즈는 8월 25일 게임스컴 2021에서 발표되었다. 출시 예정일은 2022년 3월로 발표되었다. 2022년 1월, 마이클 자이 화이트는 블레이드의 목소리를 맡을 것이라고 발표했다. 2022년 6월, 스파이더맨이 플레이 가능한 캐릭터로 공개됨과 함께 유리 로언솔이 이 게임에서 피터 파커의 목소리를 맡아 인섬니악 게임스의 마블 스파이더맨 게임과 마블 얼티밋 얼라이언스 3: 블랙 오더 (2019)에서 맡았던 역할을 재현할 것이라고 발표되었다. 니코 미노루는 마블 시네마틱 유니버스 TV 시리즈 런어웨이즈에서 맡았던 역할을 재현하는 라이리카 오카노가 목소리를 맡았다. 게임의 수석 엔지니어 윌 밀러에 따르면, 이 게임에는 "약 65,000줄의 목소리 대화"와 "2시간 이상의 시네마틱 영상"이 포함되어 있다.
이 게임에는 2021년 11월 신경아세포종으로 사망한 루크 윌트셔를 기리는 추모가 포함되어 있다. 2K, 파이락시스, 마블은 24시간 이내에 게임의 첫 번째 막을 플레이 가능한 빌드를 만들어 윌트셔가 죽기 전에 플레이할 수 있도록 했다.
PC 버전의 애플리케이션 런처는 게임의 끊김 현상과 전반적인 성능 문제의 주요 원인으로 지목되었다.

## 마케팅 및 출시
2021년 9월 1일, 전투에서 사용되는 카드 시스템을 보여주는 첫 게임 플레이 트레일러가 공개되었다. 미드나잇 선즈는 제이크 솔로몬이 감독했다. 2021년 11월, 게임이 2022년 하반기로 연기되었다고 발표되었다. 2022년 6월 서머 게임 페스트에서 새로운 영상과 함께 다시 소개되었고, 닌텐도 스위치를 제외한 모든 플랫폼의 2022년 10월 7일 출시 날짜가 추가로 확정되었다. 그리고 베놈, 헐크, 스칼렛 위치, 닥터 스트레인지, 스파이더맨이 캐릭터 명단에 추가된 것이 공개되었다. 2022년 8월 8일, 게임은 다음 해로 추가 연기되었고, PC, 플레이스테이션 5 및 엑스박스 시리즈 X/S 버전은 2023년 3월 31일로 끝나는 테이크투 인터랙티브의 다음 회계 연도에 출시될 예정이었으며, 닌텐도 스위치, 플레이스테이션 4 및 엑스박스 원 버전은 날짜가 미정으로 남겨졌다. 2022년 9월 10일, PC, 플레이스테이션 5 및 엑스박스 시리즈 X/S 버전의 게임이 2022년 12월 2일에 출시될 것이라고 발표되었다. 2023년 5월 2일, 플레이스테이션 4 및 엑스박스 원 버전이 2023년 5월 11일에 출시될 것이라고 발표되었다. 닌텐도 스위치 버전은 취소되었다.

## 평가
마블 미드나잇 선즈는 리뷰 애그리게이터 웹사이트인 메타크리틱에 따르면 비평가들로부터 "대체적으로 호의적인" 평가를 받았다.

### 판매량
2022년, 마블 미드나잇 선즈는 12월 3일 주에 영국에서 26번째로 많이 팔린 물리 게임이었다. 2022년 미국과 캐나다에서 PS5에서 14번째로 많이 다운로드된 게임이었다.
스트라우스 젤닉, 테이크투 인터랙티브의 CEO는 게임이 비평적으로는 성공했지만 상업적으로는 실패했다고 말했다. 젤닉은 "출시 시기가 완벽하지 않았을 수 있다"고 생각하며 (다른 파이락시스 게임처럼) 긴 판매 기간을 가질 수 있다고 말했다.

### 수상
제26회 연례 D.I.C.E. 어워드에서 인터랙티브 예술 과학 협회는 마블 미드나잇 선즈를 "전략/시뮬레이션 올해의 게임" 부문에 후보로 지명했다.